# Vorbehalt der Nachprüfung
Mit dem Vorbehalt der Nachprüfung wird im Steuerrecht Deutschlands die Steuerfestsetzung materiell offen gehalten. Damit ist jederzeit und ohne Begründung eine Änderung der Festsetzung von Amts wegen oder auf Antrag möglich.

## Bedeutung
Der Vorbehalt der Nachprüfung dient einem vereinfachten und beschleunigten Verfahren zum Zweck einer ersten Steuerfestsetzung, die ohne Überprüfung der Angaben des Steuerpflichtigen erfolgen kann und damit eine rasche Bearbeitung der Steuererklärungen ermöglichen soll. Dadurch ist die schnelle Erstattung oder erste Fälligstellung von Nachzahlungsbeträgen möglich. Im zweiten Schritt kann – weil eine Änderung jederzeit möglich ist – die umfassende Überprüfung, zum Beispiel durch eine Außenprüfung, durchgeführt werden. Die Finanzbehörde ist berechtigt, jedoch nicht verpflichtet, den Fall nochmals (abschließend) zu prüfen.

## Anwendungsbereich und Arten des Vorbehalts
Der Vorbehalt der Nachprüfung nach § 164 AO wird entweder als Nebenbestimmung im Sinne von § 120 AO im Steuerbescheid von der Finanzbehörde angeordnet (behördlicher Vorbehalt) oder ist kraft Gesetz für Steueranmeldungen, Bescheide über Vorauszahlungen und Einträge auf der Lohnsteuerkarte vorgesehen (gesetzlicher Vorbehalt).
Der Vorbehalt der Nachprüfung ist gemäß § 164 Abs. 1 S. 1 AO zulässig bei Steuerfestsetzungen. Er wird jedoch auch bei den gleichgestellten Bescheiden angewendet (z. B. bei Feststellungsbescheiden).

## Voraussetzung
Die Finanzbehörde kann den Vorbehalt der Nachprüfung allgemein oder im Einzelfall behördlich anordnen. Einzige Voraussetzung für eine solche Anordnung ist, dass der Steuerfall noch nicht abschließend geprüft wurde.

## Wirkung
Vorbehaltsfestsetzungen entfalten die gleichen Wirkungen wie endgültige Steuerfestsetzungen. Die unter dem Vorbehalt festgesetzte Steuer ist Grundlage für das Erhebungsverfahren, wird fällig und kann auch vollstreckt werden.
Der Vorbehalt der Nachprüfung hält den gesamten Steuerfall offen. Solange der Vorbehalt wirksam ist, tritt keine materielle Bestandskraft des Steuerbescheides ein, da die fragliche Steuerfestsetzung in materiell-rechtlicher Hinsicht ohne Beschränkungen sowohl zugunsten als auch zuungunsten des Steuerzahlers jederzeit geändert werden kann. Die Finanzbehörde ist berechtigt, den Steuerfall aufzugreifen und zu überprüfen. Dabei ist es möglich, solange der Steuerbescheid wirksam ist, auch mehrfache Änderungen vorzunehmen.
Jedoch tritt bei einem unter dem Vorbehalt der Nachprüfung ergangenen Steuerbescheid formelle Bestandskraft ein, d. h., der Steuerbescheid kann nach Ablauf der einmonatigen Einspruchsfrist mittels Rechtsbehelf nicht mehr angefochten werden. Folglich wäre ein Einspruch gegen einen Steuerbescheid, der gemäß § 164 Abs. 1 AO unter dem Vorbehalt ergangen ist und der nach Ablauf der Einspruchsfrist eingelegt wurde, als verfristet und somit unzulässig zurückzuweisen.
Der Vorbehalt der Nachprüfung ist – soweit er behördlich angeordnet wurde – eine Ermessensentscheidung i. S. v. § 5 AO. Ermessensentscheidungen sind an sich hinreichend zu begründen, um die (richtige) Ermessensausübung überprüfen zu können. Da der Vorbehalt jedoch das Veranlagungsverfahren beschleunigen soll, hat der Gesetzgeber die Finanzbehörde ausdrücklich ermächtigt, die Festsetzung der Steuern unter Vorbehalt durchzuführen, ohne den Zweck des Vorbehalts zu erläutern.

## Änderung und Aufhebung
Die Änderung der unter Vorbehalt festgesetzten Steuer ist gemäß § 164 Abs. 2 AO jederzeit möglich, von Amts wegen oder auf Antrag des Steuerpflichtigen. Die Finanzbehörde darf die Entscheidung über einen Änderungsantrag bis zur abschließenden Prüfung hinausschieben. Die Entscheidung ist lediglich innerhalb einer angemessenen Frist vorzunehmen.
Die Aufhebung des Vorbehalts kann auf zwei Arten geschehen: Zum einen ist die ausdrückliche Rücknahme des Vorbehalts möglich. Diese Rücknahme steht einer endgültigen Steuerfestsetzung gleich, die mit dem Rechtsbehelf (Einspruch) angefochten werden kann. Für die Aufhebung des Vorbehalts gelten die gesetzlichen Formvorschriften für Steuerbescheide. Folglich ist der Vorbehalt schriftlich aufzuheben und mit einer Rechtsbehelfsbelehrung zu versehen (sog. isolierte Aufhebung). Die Finanzbehörde kann den Vorbehalt der Nachprüfung gemäß § 164 Abs. 3 Satz 2 AO (jederzeit) aufheben.
Ergibt sich nach der Außenprüfung keine Änderung, ist der Vorbehalt der Nachprüfung kraft ausdrücklicher gesetzlicher Anordnung aufzuheben (§ 164 Abs. 3 Satz 3 AO). Im Umkehrschluss aus § 164 Abs. 3 Satz 1 AO ist der Vorbehalt auch nach einer Außenprüfung mit Mehrergebnis aufzuheben, da der Steuerfall abschließend geprüft worden ist.
Der Vorbehalt entfällt zudem automatisch mit Ablauf der Festsetzungsfrist. Verlängerte Festsetzungsfristen (z. B. bei Steuerhinterziehung zehn Jahre) gelten für den Vorbehalt gemäß § 164 Abs. 4 Satz 2 AO nicht.

## Unterschied zur Vorläufigkeit
Die Steuerfestsetzung unter Vorbehalt hält den gesamten Steuerfall offen und unterscheidet sich von der endgültigen Steuerfestsetzung und von der vorläufigen Steuerfestsetzung (letztere durch Vorläufigkeitsvermerk), die nur einzelne strittige Punkte im Veranlagungsverfahren offen hält. Erfasst die Vorläufigkeit Fälle vorübergehender tatsächlicher oder rechtlicher Ungewissheit, insbesondere weil ungewiss ist, ob die Voraussetzungen für die Entstehung der Steuerschuld  eingetreten sind, betrifft der Vorbehalt der Nachprüfung hingegen solche Fälle, in denen eine Aufklärung zwar möglich, aber aus verfahrensrechtlichen oder verfahrensökonomischen Gründen zu diesem Zeitpunkt unerwünscht sind. Kraft ausdrücklicher gesetzlicher Ermächtigung in § 165 Abs. 3 AO kann eine Steuerfestsetzung sowohl vorläufig als auch unter dem Vorbehalt der Nachprüfung ergehen, da beide Vorschriften unterschiedliche gesetzliche Voraussetzungen haben und verschiedene Ziele verfolgen. Beide Vorschriften sind gegenüber der jeweils anderen selbstständig. Während der Vorbehalt der Nachprüfung jedoch gemäß § 164 Abs. 4 AO der allgemeinen Festsetzungsverjährung unterliegt und der Bescheid in der Folge nicht mehr geändert werden kann, verjährt eine vorläufige Steuerfestsetzung nur unter bestimmten Voraussetzungen.